# علقام
قرية علقام هي إحدى القرى التابعة لمركز كوم حمادة في محافظة البحيرة في جمهورية مصر العربية. حسب إحصاءات سنة 2006، بلغ إجمالي السكان في علقام 5614 نسمة، منهم 2952 رجل و2662 امرأة.

## التاريخ
قرية علقام من القرى القديمة، حيث ورد اسمها في كتاب معجم البلدان لياقوت الحموي باسم «كوم علقام»، وقال يقال لها «كوم علقماء»، كما وردت في قوانين ابن مماتي وفي تحفة الإرشاد باسم «علقام» وأنها من أعمال حوف رمسيس، وفي التحفة السنية لابن الجيعان في أعمال البحيرة.
في 2 أغسطس 1798م، تعرّض الضابط الفرنسي توما بروسبير جوليان ـ مساعد نابليون بونابرت الشخصي ـ مع حفنة من جنوده للذبح في علقام، أثناء سفره في النيل حاملًا رسالة من نابليون بونابرت إلى الأدميرال «بريوس» يأمره بإعادة سفنه على الفور إلى ميناء الإسكندرية وتسليحها، خشية وقوع هجوم إنجليزي على ميناء أبو قير وتدمير الأسطول الفرنسي. وقد انتقم بونابرت لذلك بإرسال حملة بقيادة النقيب جوزيف-ماري مواريه، نهبت القرية (بعد أن هجرها سكانها قد قبل وصول الحملة) وأحرقتها عن آخرها في 26 أغسطس 1798.